# Нессельванг
Нессельванг (нім. Nesselwang) — громада в Німеччині, знаходиться в землі Баварія. Підпорядковується адміністративному округу Швабія. Входить до складу району Остальгой.
Площа — 29,53 км2. Населення становить 3831 ос. (станом на 31 грудня 2020).